# Good Time (film)
Good Time – amerykański film kryminalny z 2017 roku w reżyserii i według scenariusza Josha i Benny'ego Safdie.
Film miał światową premierę 25 maja 2017 roku na 70. MFF w Cannes, gdzie startował w konkursie głównym i zdobył nagrodę Cannes Soundtrack Award za najlepszą muzykę (Oneohtrix Point Never). Produkcja uzyskała przychylne recenzje krytyków.

## Fabuła
Connie Nikas i jego młodszy niepełnosprawny umysłowo brat Nick napadają na bank. Skok kończy się jednak fiaskiem, wskutek którego Nick zostaje zatrzymany. Connie aby zapłacić kaucję za brata, przemierza Nowy Jork w ciągu jednej długiej nocy, nie zatrzymując się przed niczym, by osiągnąć swój cel i zgromadzić potrzebne pieniądze.

## Obsada
Obsada na podstawie IMDb.
- Robert Pattinson jako Connie Nikas
- Benny Safdie jako Nick Nikas
- Buddy Duress jako Ray
- Taliah Webster jako Crystal
- Jennifer Jason Leigh jako Corey Ellman
- Barkhad Abdi jako Dash, ochroniarz w parku rozrywki
- Necro jako Caliph
- Peter Verby jako Peter, psychiatra
- Saida Mansoor jako Agapia Nikas
- Gladys Mathon jako Annie
- Rose Gregorio jako Lonnie Ellman
- Eric Paykert jako Eric, poręczyciel